# Frasco

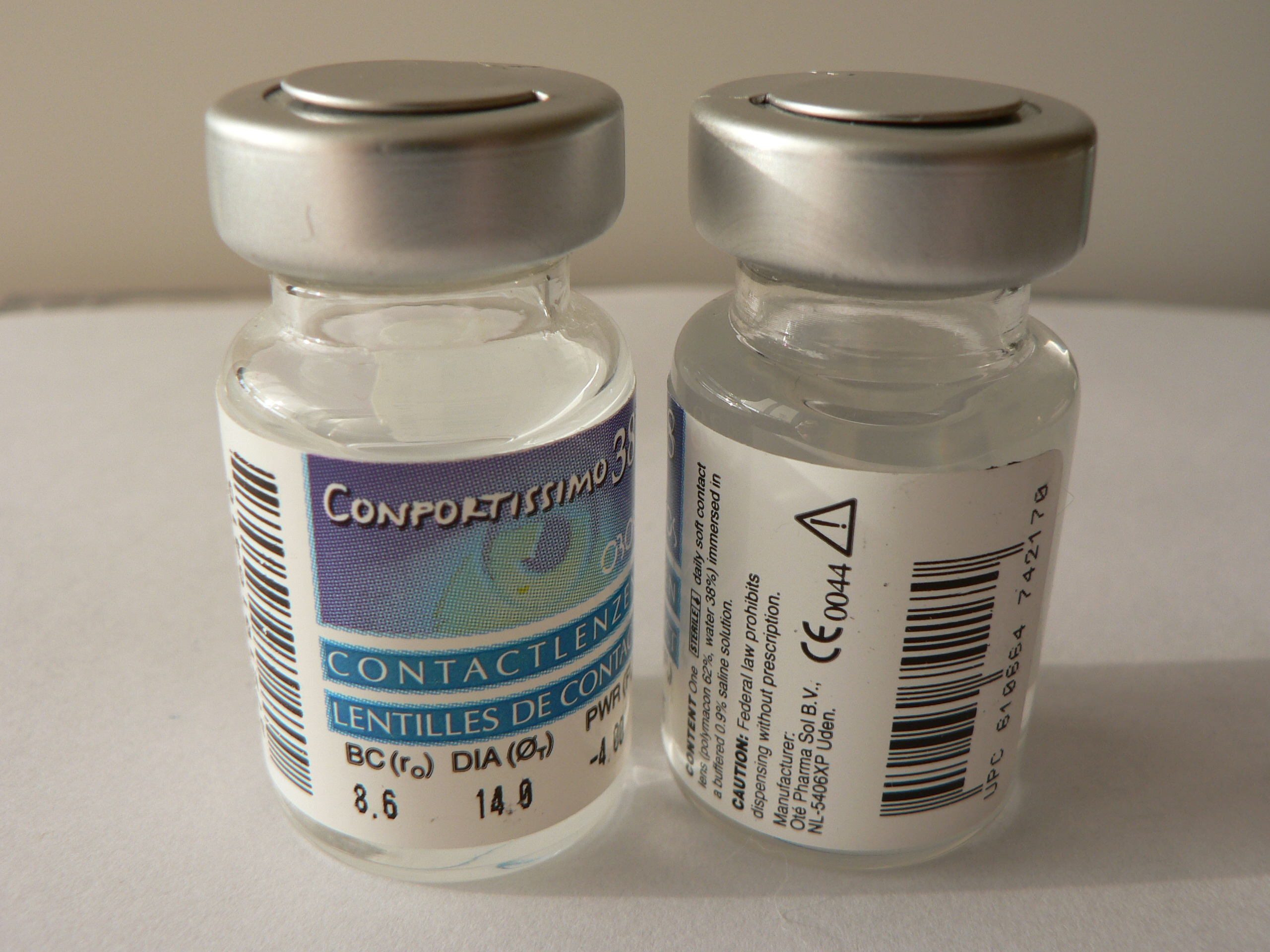
Dos frascos de vidrio con lentes de contacto

Un frasco es un recipiente de la familia de los vasos, con "cuello recogido" y por lo general de pequeño tamaño y fabricado en vidrio. Su uso más extendido es para diversos tipos de líquido, y como contenedor de sustancias en polvo, pastillas, cápsulas, etc. Los frascos pueden adquirir diferentes formas siendo los cilíndricos los más habituales. En la industria cosmética llegan a presentar diseños muy originales, confiriendo una imagen excepcional al producto. El femenino, frasca, designa por lo general un recipiente mayor, en la categoría de las botellas, pero con la característica de que suele ser cuadrada en vez de cilíndrica.

## Etimología y características
En algunos diccionarios se da como etimología «flasca», término que en lengua latina denominaba una vasija de cuello recogido. La RAE sugiere el término de origen germano-nórdico «flaskô / flaska». También se llamaba así al cuerno hueco para transportar la pólvora, y por extensión denomina al contenido que sustenta (un 'frasco' de colonia, etc).

Los cierres de los frascos pueden adoptar diferentes formas siendo las más habituales:
- De rosca, el más habitual, con tapón inviolable o no.
- De aerosol, muy común en perfumería.

Un caso especial lo constituye el frasco cuentagotas cuyo cierre incorpora un dispensador para administrar gotas una a una.

## Empleo
Las utilidades más comunes de los frascos son:
- Medicina, para medicamentos, inyecciones, jarabes, plasmas, etc.
- Perfumería para perfumes, cremas, lacas de uñas, cosméticos, etc.
- Herboristería, para cápsulas de fitoterapia.
- Alimentación, para conservar alimentos, salsas, confitura, etc.[4]
- Farmacia, se asocian a los tarros farmacéuticos tradicionales, como el frasco de tipo albarelo.[5]